# Phalangium opilio
Phalangium opilio este cea mai răspândită specie de opilionide, originară din Europa și Asia.

## Descriere

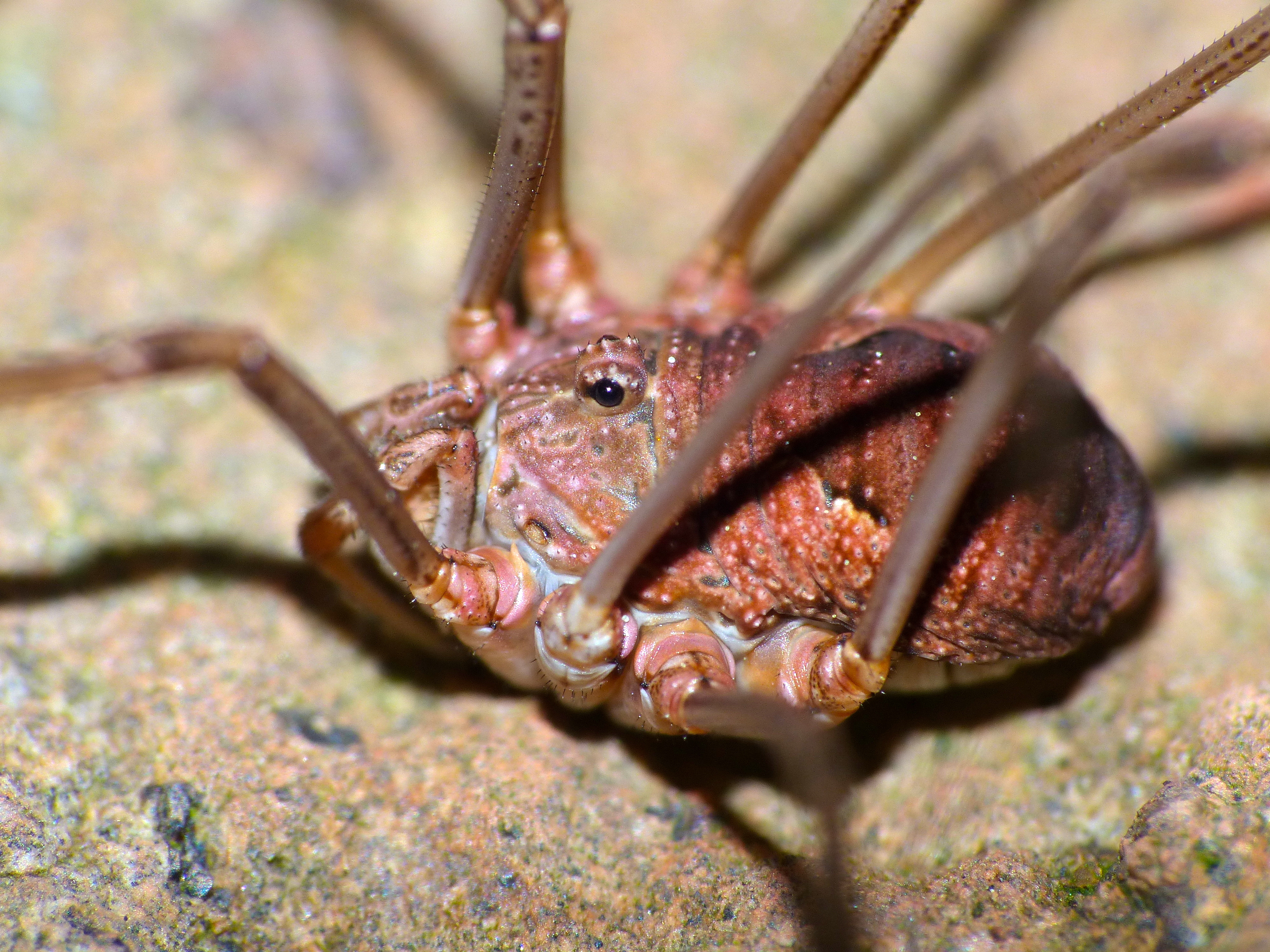
Imagine mărită a corpului

Corpul este se culoare brună, scurt și bombat. Femelele au o lungime a corpului de 6-9 mm, masculii sunt puțin mai mici de 4-7 mm. Masculii au picioarele mai lungi decât femelele. De exemplu, a doua pereche a picioarelor la masculi măsoară aproximativ 54 mm, în timp ce la femele este de 38 mm. Masculii și femelele prezintă o colorație asemănătoare, dar se deosebesc prin nuanțe mai accentuate la masculi.

## Ecologie
Se întâlnește pretutindeni pe arbori, pe garduri și pe pereții caselor, inclusiv în orașele mari. Este una dintre cele mai răspândite specii de opilionide în Europa. Preferă să vâneze în amurg sau noaptea. Se hrănește cu insecte mici și alte artopode. Uneori folosește și hrană de origine vegetală. Acest opilion habitează în regiuni umede, în mlaștini, în păduri, câmpii, terenuri agricole, grădini, în jurul zidurilor și gardurilor.

## Răspândire
Phalangium opilio este o specie originară din Eurasia, dar fost introdusă în America de Nord, Africa de Nord și Noua Zeelandă.